# Jack Richard Williams
John Richard Williams, detto Jack (Los Angeles, 29 ottobre 1909 – Phoenix, 24 agosto 1998), è stato un politico statunitense.
È stato il governatore dell'Arizona dal gennaio 1967 al gennaio 1975. Rappresentante del Partito Repubblicano, ha svolto anche il ruolo di sindaco di Phoenix dal 1956 al 1960.